# Прицветник

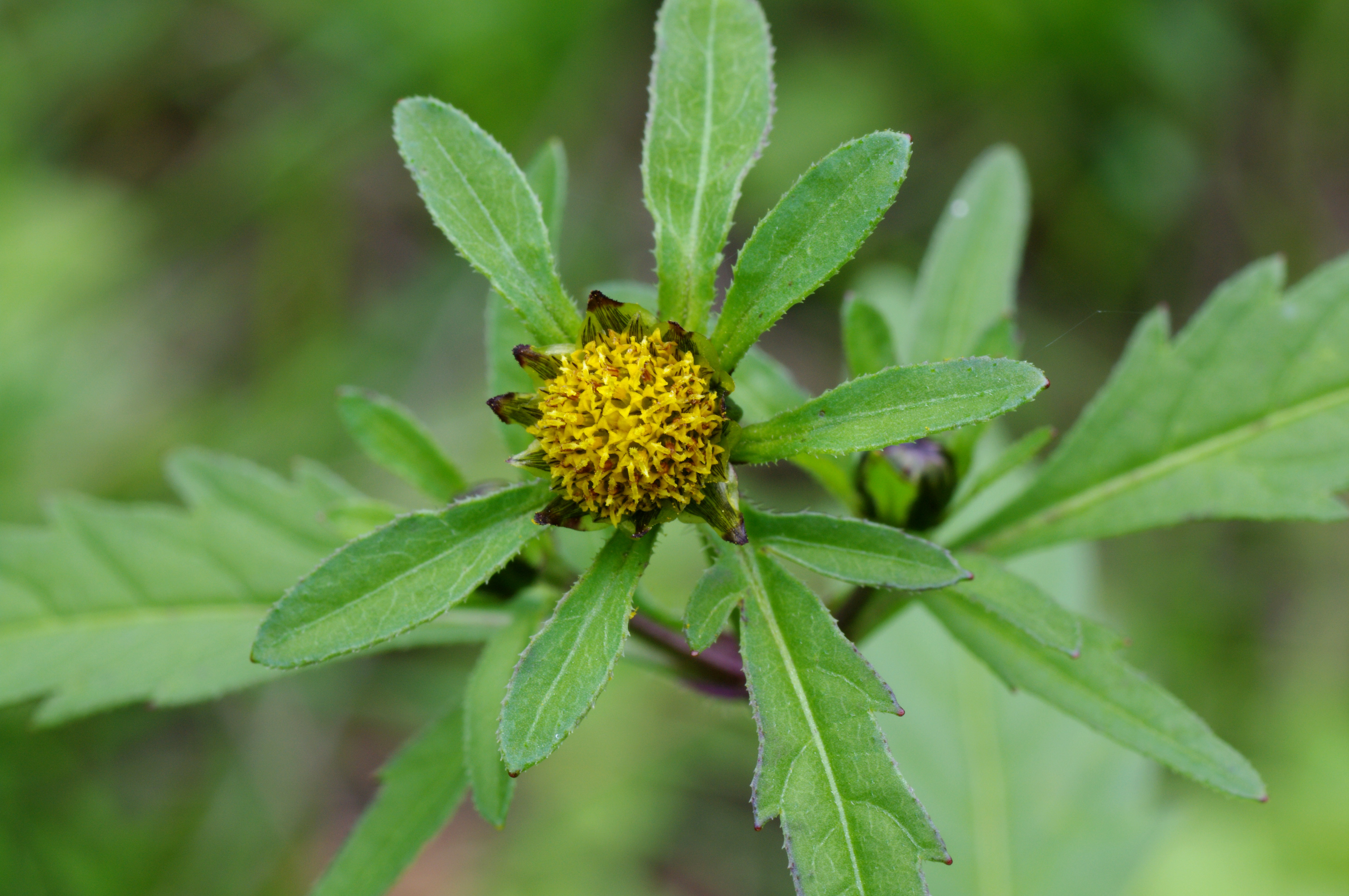
Прицветники окружают соцветие череды трёхраздельной

Прицве́тник, или Кроющий лист (лат. bractea), — видоизменённый лист, в пазухе которого располагается цветок или соцветие.
У большинства растений прицветные листья меньше обычных листьев, а у некоторых и вовсе отсутствуют, однако у некоторых видов они крупные и выполняют функции редуцированного венчика по привлечению насекомых-опылителей. Таковы ярко окрашенные прицветники бугенвиллеи, дёрена канадского, шалфея сверкающего, молочая красивейшего.
Для крупного одиночного кроющего листа используют термин покрывало (например, у ароидных).
Листья, расположенные в основании цветоножки, непосредственно под цветком, называются прицветничками (bracteolae), или предлистьями (prophylla).
В основании простого зонтичного соцветия прицветники нередко располагаются кружком, образуя так называемое покрывало, или обёртку (involucrum) (например, у сусака зонтичного). У некоторых однодольных растений (в основном, у ароидных) единственный прицветник, именуемый крылом (spatha), крупный, нередко окрашенный, обхватывающий соцветие.
У хвойных растений прицветники располагаются под чешуйками шишек. У видов псевдотсуги они наиболее выражены.

## Прицветники у злаков
В основании колоска у многих злаковых развиты две колосковые чешуи — прицветники.
Лоди́кулами называются две маленькие плёнчатые неокрашенные чешуйки, расположенные под тычинками в цветках некоторых злаков. Некоторые учёные считают их рудиментами околоцветника, однако также выдвигается гипотеза о том, что эти чешуи являются сильно уменьшенными прицветниками. Па́леа — верхняя цветковая чешуя, расположенная над цветком, — также может считаться как частью околоцветника, так и прицветничком. Ле́мма, нижняя цветковая чешуя, является кроющим прицветником.